# گرانولوسیت
گرانولوسیت‌ها (به انگلیسی: Granulocyte) یا پلی‌مورفونوکلئرها گروهی از گویچه‌های سفید هستند که در سیتوپلاسم خود گرانول دارند.
نوتروفیل‌ها، ائوزینوفیل‌ها (اسیدوفیل) و بازوفیل‌ها سه نوع گرانولوسیت‌ها بر اساس رنگ‌پذیری گرانول‌های اختصاصی هستند. اغلب گرانولوسیت‌ها عمر کم دارند ولی از بین آگرانولوسیت‌ها؛ سلول‌های خاطره و همچنین ماکروفاژها (مونوسیت‌های خارج شده از خون) عمر چندین ساله یا بیشتر دارند.
گرانولوسیت‌ها با خروج از خون به همراه ماکروفاژها و سلول‌های دندریتی توانایی حرکت پیدا می‌کنند.

## انواع گرانولوسیت‌ها
نوتروفیلها Neutrophils: نوتروفیلها بیش از ۵۶٪ گلبول‌های سفید خون را تشکیل می‌دهند ودارای هسته لبوله (۱۰–۳۰ درصد دو لوبه، ۴۰–۵۰ درصد سه لوبه، ۱۰–۲۰ درصد چهارلوبه و کمتر از ۵درصد پنج لوبه‌اند) می‌باشند، توانائی بیگانه خواری (فاگوسیتوز) دارند. سیتوپلاسم این سلول دارای گرانول‌های بسیار ظریف صورتی کم رنگ می‌باشد. نوتروفیلها در عفونت‌های حاد مانند بیماریهای عفونی و آپاندیسیت حاد درخون افزایش می‌یابند.
ائوزینوفیل‌ها:Eosinophils
حدود ۳٪ از گلبول سفید خون را تشکیل می‌دهند ودارای هسته معمولاً دو لوبه و گاهی سه لوبه است. سیتوپلاسم سلول حاوی دانه‌های نارنجی فراوان است. تعداد ائوزینوفیل‌ها در بیماریهای ازدیاد حساسیتی و عفونت‌های انگلی درخون افزایش می‌یابد.
بازوفیل‌ها :Basophils
کمترین درصد گلبولهای سفید (۱٪) در یک گسترش خونی را دارند. بازوفیل‌ها دارای دانه‌های درشت آبی تیره در سیتوپلاسم خود هستند. این دانه‌ها حاوی مواد متعددی مانند هیستامین، پروتئوگلیکان (مانندهپارین و کندروایتین) و آنزیمهای پروتئولیتیک (مانند الاستاز و لیزوفسفولیپاز) هستند که نقش مهمی در واکنشهای التهابی دارند. آزاد شدن هیستامین در خون باعث ایجاد علائم حساسیت (آلرژی) ازجمله التهاب، قرمزی، خارش و مخصوصاً کهیر می‌گردد.

## نگارخانه

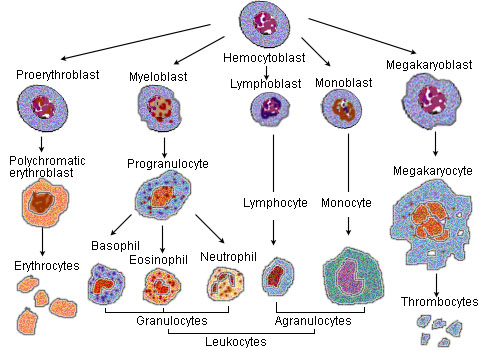